# (3469) Bulgakov
(3469) Bulgakov (1982 UL7) – planetoida z grupy pasa głównego asteroid okrążająca Słońce w ciągu 5,25 lat w średniej odległości 3,02 j.a. Odkryła ją Ludmiła Karaczkina 1 października 1982 roku.